# Józef Michalik

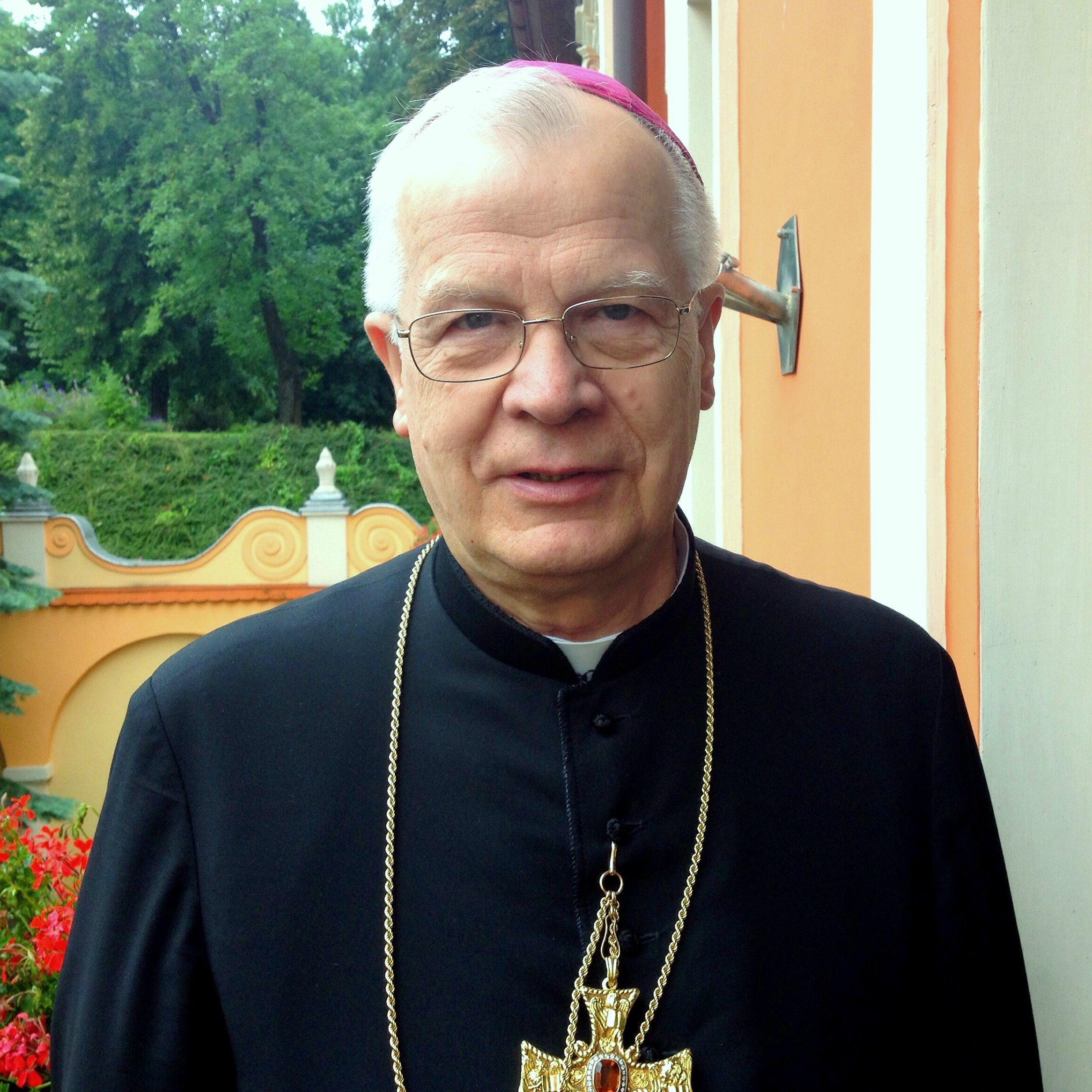
Józef Michalik (2014)

Wappen des Erzbischofs seit 1993

Józef Michalik (* 20. April 1941 in Zambrów, Polen) ist ein polnischer Geistlicher und emeritierter römisch-katholischer Erzbischof von Przemyśl und früherer Vorsitzender der Polnischen Bischofskonferenz.

## Leben
Michalik studierte Katholische Theologie im Priesterseminar von Łomża. Am 23. Mai 1964 empfing er die Priesterweihe durch Czeslaw Falkowski, Bischof von Łomża. Er studierte Dogmatik an der Kardinal-Stefan-Wyszyński-Universität Warschau und der Päpstlichen Universität Heiliger Thomas von Aquin in Rom, wo er 1972 zum Dr. theol. promoviert wurde. 1973 wurde er Vize-Kanzler der Diözesankurie in Łomża. Im Oktober 1985 wurde er Leiter der Abteilung Jugend im Päpstlichen Rates für die Laien in Rom. Papst Johannes Paul II. verlieh ihm am 27. Februar 1979 den Titel Ehrenprälat Seiner Heiligkeit.
Am 1. Oktober 1986 ernannte ihn Papst Johannes Paul II. zum Bischof von Landsberg und spendete ihm selbst am 16. Oktober 1986 die Bischofsweihe. Mitkonsekratoren waren Eduardo Francisco Kardinal Pironio, Präsident des Päpstlichen Rates für die Laien, und Henryk Roman Kardinal Gulbinowicz, Erzbischof von Breslau. Am 17. April 1993 wurde er zum Erzbischof von Przemyśl ernannt.
Seit 1990 war er Konsultor des Päpstlichen Rates für die Laien und Mitglied der Kongregation für die Bischöfe. 1999 wurde Michalik stellvertretender Vorsitzender der Polnischen Bischofskonferenz und 2004 Vorsitzender; er trat die Nachfolge von Kardinal Józef Glemp an. Am 10. März 2009 wurde er für eine weitere fünfjährige Amtszeit als Vorsitzender wiedergewählt. Er ist seit dem 30. September 2011 Vizepräsident im Rat der europäischen Bischofskonferenzen CCEE.
Am 30. April 2016 nahm Papst Franziskus seinen altersbedingten Rücktritt an.

## Wirken
2005 erarbeitete Michalik zusammen mit Kardinal Karl Lehmann die Gemeinsame Erklärung der Deutschen und der Polnischen Bischofskonferenz aus Anlass des 40. Jahrestages des Briefwechsels von 1965. Damit wurde auf den seit 1965 laufenden historischen Briefwechsel zwischen beiden Bischofskonferenzen aufgebaut.
Im Jahr 2002 erhielt er die Medaille Polonia Mater Nostra Est. Josef Michalik ist Ehrenmitglied der katholischen Studentenverbindung KDStV Hercynia Freiburg im Breisgau im CV.
Im Streit um das polnische Verfassungsgericht unterstützte er die rechtskonservative Regierungspartei „Recht und Gerechtigkeit“ und kritisierte die Opposition scharf.

## Kritik
Michalik geriet wegen Aussagen zum Kindesmissbrauch 2013 in die Kritik: „‚Wir hören oft, dass dieses unangemessene Verhalten vorkommt, wenn ein Kind nach Liebe sucht‘, sagte er laut polnischer Nachrichtenagentur PAP. Viele Missbrauchsfälle könnten ‚bei einer gesunden Beziehung zwischen den Eltern vermieden werden‘“. Nach Protesten entschuldigte er sich für diese Aussage.